# Distretto di Ganxian
Il distretto di Ganxian (赣县区S, Gànxiàn Qū)P) è un distretto della Cina, situato nella provincia di Jiangxi e amministrato dalla prefettura di Ganzhou.